# 普萊森特萊克鎮區 (北達科他州本森縣)
普萊森特萊克鎮區（英語：Pleasant Lake Township）是位於美國北達科他州本森縣的一個鎮區。

## 地方資料
普萊森特萊克鎮區的面積為94.74平方千米，當中陸地面積為88.20平方千米，而水域面積為6.54平方千米。根據2010年美國人口普查的數據，當地共有人口74人，而人口密度為每平方千米0.78人。